# Enis Çokaj
Enis Çokaj, né le 23 février 1999 à Koplik (en) en Albanie, est un footballeur international albanais, qui évolue au poste de milieu défensif à l'APO Levadiakos, en prêt du Panathinaïkós.

## Biographie

### En club
Né à Koplik (en) en Albanie, Enis Çokaj est formé par le Shkëndija Tirana avant de rejoindre en 2018 le Lokomotiva Zagreb où il poursuit sa formation. Considéré comme l'un des joueurs albanais les plus prometteurs, il devient l'un des joueurs réguliers de l'équipe U21 du Lokomotiva Zagreb.
En janvier 2019 il retourne dans son pays natal en rejoignant le KF Laç sous forme de prêt, pour six mois. Il fait ses débuts en professionnel avec ce club.
Il est de retour au Lokomotiva Zagreb pour la saison 2019-2020, jouant son premier match en équipe première le 4 août 2019, lors de la lourde défaite face à l'Hajduk Split (3-0). Il s'y impose comme un joueur régulier.
Le 15 septembre 2022, Enis Çokaj rejoint la Grèce afin de s'engager en faveur du Panathinaïkós. Il signe un contrat de quatre ans, le liant au club jusqu'en juin 2026.

### En équipe nationale
Enis Çokaj fête sa première sélection avec l'équipe d'Albanie espoirs le 15 octobre 2019 contre le Kosovo. Il est titulaire ce jour-là et son équipe s'impose sur le score de deux buts à un.
Enis Çokaj honore sa première sélection avec l'équipe nationale d'Albanie le 8 septembre 2021, lors d'un match face à Saint-Marin. Il entre en jeu à la place de Myrto Uzuni et son équipe s'impose largement par cinq buts à zéro.